# Lubosch
Lubosch (Limburgs: Luuëbesj) is een buurtschap van Ransdaal en ligt in de gemeente Voerendaal, in de Nederlandse provincie Limburg. Anno 2014 telde Lubosch circa 20 inwoners.
De buurtschap ligt in het zuidelijkste puntje van Ransdaal en is het deel van Ransdaal dat tot en met 31 december 1981 onder de toenmalige gemeente Wijlre viel. Bij Lubosch ontstaat de Scheumerbeek, die in zuidwestelijke richting naar de Geul stroomt.
Tot medio 2002 stond er een 300 jaar oude lindeboom, echter was de boom ernstig aangetast door de tondelzwam en is hij derhalve omgezaagd.
Dorpen: Klimmen · Kunrade · Ransdaal · Ubachsberg · Voerendaal

Gehuchten: Colmont · Craubeek · Fromberg · Mingersborg · Retersbeek · Termaar · Weustenrade · Winthagen

Buurtschappen: Barrier · Dolberg · Hellebeuk · Koulen · Kruishoeve · Kunderberg · Lubosch · Opscheumer · Overheek · Termoors · Terveurt

Limburg: Steden en dorpen      Nederland: Provincies · Gemeenten